# マツオウジ
マツオウジ（松旺子、学名: Neolentinus lepideus）は、マツなどの針葉樹に生える中型から大型のキノコ（菌類）。シイタケと近縁の食用キノコのひとつで、地方ではマツタケと混同されることがある。しかし、よく似たツバマツオウジは体質により軽い消化器系の中毒をおこすため注意。カラマツタケ、ショウタン、シラマツタケなどの地方名がある。

## 分布・生態
汎世界的に分布し、特に北半球に多い。全世界のアカマツ林を中心に針葉樹林に生える。
木材腐朽菌（褐色腐朽菌、腐生菌、腐生性）。春から冬、特に夏から秋にかけて、アカマツを初めとする針葉樹の切り株、倒木、用材等に単生あるいは束生する。ときには塀などの建築材上に単生～少数が束生する。鉄道のまくら木にも生える。

## 形態
子実体は傘と柄からなる。傘の径は5 - 15センチメートル (cm) 、なかには30 cmに生長するものがある。最初は饅頭形から丸山形で、やがて中央がやや窪んだ平ら（皿状）の形に開き、浅い漏斗状になる。傘表面は、白色から淡黄褐色で、小さい褐色鱗片が放射状に覆い、周辺では疎ら。表面は、しばしばひび割れる。
傘の裏のヒダはほぼ白色で、やや疎らに柄に対して湾生から垂生し、縁には細かい切れ込みがありギザギザになっている。
胞子は10-11×4-5μmで、形は類円柱形であり、白色。
柄は長さ2 - 10 cm。柄は白色から淡黄色で、小さい褐色鱗片が傘と同様つけている。上部にはひだに続く縦線がある。中実で硬い。ツバやツボはなし。
肉は白色で、松脂のような臭いがし、緻密であり、無味。

## 利用
苦みが強いものがあるが、採取する前に噛んでみて、あまり苦いようであれば採取はしないほうがよいといわれている。
裂いて焼き、においを楽しむ。肉質は緻密で歯ごたえがあり、わずかに松ヤニのような臭いがする。苦味があるので茹でこぼしてから調理する。すき焼き、けんちん汁、豚汁、和え物、煮込み、雑煮、鍋物、天ぷら、フライ、ピクルス、マリネ、ピラフ、コロッケ、煮込み、あんかけ、ホイル焼き、塩焼き、味噌焼き、ベーコン炒め、土瓶蒸しにすると合う。
生食厳禁であり、苦みが強いものは人によって嘔吐、腹痛、下痢などの軽い中毒を起こす場合があるので過食は慎んだ方が良いといわれる。毒成分は不明。

## 近縁種
ツバマツオウジ（Neolentinus lepideus）は、マツオウジに非常に似ている。マツオウジは、傘に黄色味が強く、平地に多く、柄につばがない。一方、ツバマツオウジは、傘に比較的大きな鱗片が生じ、柄に膜質のつばをもち、垂生で、鱗片が目立たない。
本種とツバマツオウジは古い文献では同一種のマツオウジとしてまとめられており、注意が必要。